# ۴۴ (میلادی)
۴۴ (میلادی) چهل و چهارمین سال تقویم میلادی است.

## رویدادها
بر اساس مکان
امپراتوری روم
- امپراتور کلودیوس با پیروزی از لشکرکشی خود به بریتانیا بازمی‌گردد، بخش جنوب شرقی بریتانیا اکنون در تصرف امپراتوری روم است، اما جنگ برای یک دهه و نیم دیگر ادامه خواهد داشت.[۱]
- بودیکا با پراسوتاگوس، پادشاه قبیله سلتی بریتانیایی آیسینا (مورد تردید) ازدواج می‌کند.[۲]
- موریتانی به یک استان رومی تبدیل می‌شود.[۳]
- جزیره رودس به امپراتوری روم بازگشت.[۴]
- یهودیه توسط فرمانداران رومی کنترل می‌شود.[۵]
- (تاریخ تقریبی، ممکن است به اواخر سال ۴۸ میلادی برگردد) قحطی در یهودیه رخ می‌دهد.[۶][۷]

کره
- مینجانگ حاکم پادشاهی کره‌ای گوگوریو شد.[۸]

## درگذشتگان
- درگذشت پادشاه موهیول (سومین امپراطور گوگوریو)
- هیرودیس آگریپا اول، پادشاه یهودیه (متولد ۱۱ پیش از میلاد)[۹]
- یعقوب پسر زبدی، حواری عیسی (به دستور شاه آگریپای اول اعدام شد)
- وو هان، ژنرال سلسله هان